# Caspian Airlines
Caspian Airlines (перс. هواپیمایی کاسپین‎ — Havâpeymâ-ye Kâspeyan) — иранская авиакомпания, базирующаяся в Тегеранском аэропорту Имам Хомейни. Самолёты Caspian Airlines выполняют рейсы по Ирану, а также в ОАЭ, Армению и Украину. Компания основана в 1993 году, в сентябре того же года начались регулярные перевозки.

## Пункты назначения
- Внутренние линии: Абадан, Ахваз, Мехшер, Мешхед, Тебриз, Тегеран
- Международные линии: Будапешт, Дамаск, Дубай, Ереван, Киев, Стамбул, Харьков

## Флот

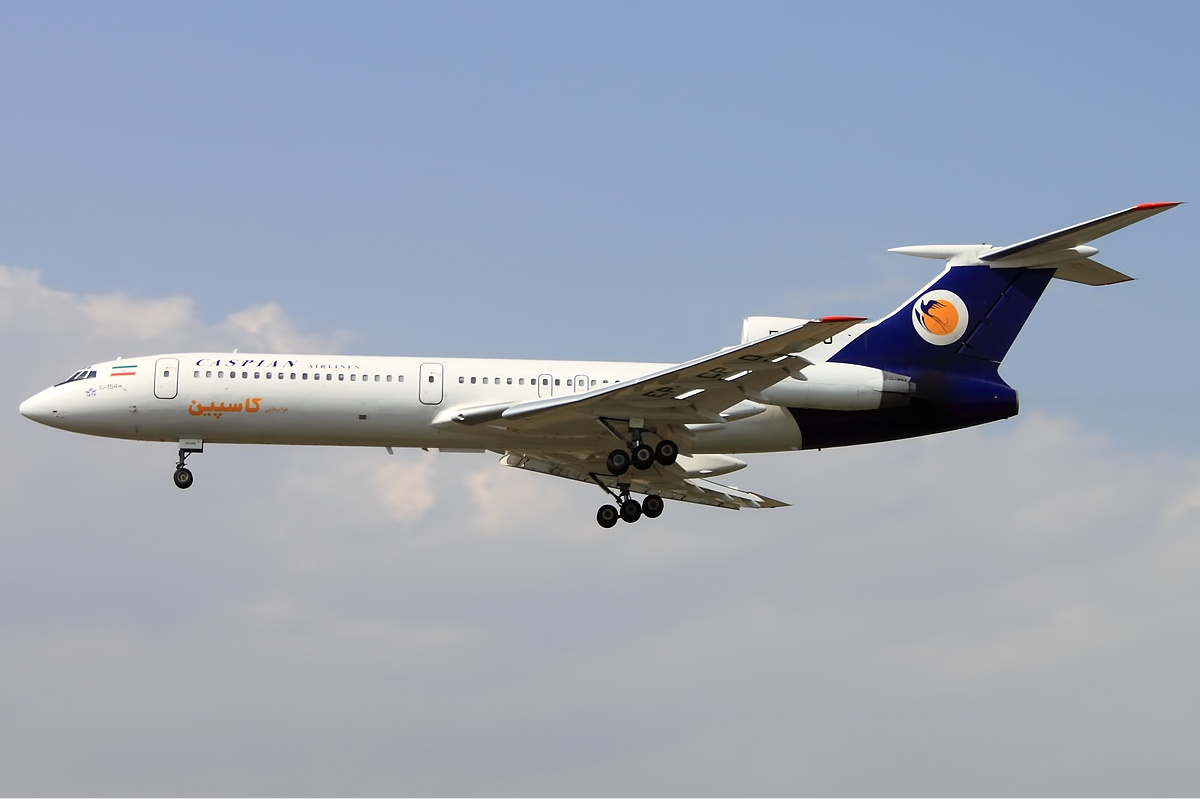
Ту-154М авиакомпании Caspian Airlines (регистрационный EP-CPO) в международном аэропорту Мехрамабад

На август 2016 года флот Caspian Airlines состоит из трех Боингов 737-400, двух Боингов 747, одного MD-82 и четырех MD-83.

## Происшествия
15 июля 2009 года в 11:03 местного времени Ту-154М, следовавший рейсом 7908 из Тегерана в Ереван, разбился через 16 минут после взлёта в иранской провинции Казвин. Все находившие на борту (153 пассажира и 15 членов экипажа), погибли.